# Clash Royale (2023)
Clash Royale és un videojoc gratuït d'estratègia per a mòbils a temps real, publicat l'any 2016 pel creador i desenvolupador Supercell. El joc s'inspira amb elements de Tower Defense i de MOBAs. El funcionament d’aquest es basa en cartes col·leccionables de diferents rareses i en partides en les quals s'utilitzen aquestes cartes. Es va llançar globalment per a les plataformes Android i iOS el 3 de març de 2016.

## Desenvolupament
El videojoc va ser llançat en fase beta el 4 de gener del 2016 a Finlàndia, Hong Kong, Austràlia, Canadà, Suècia, Dinamarca, Islàndia, Noruega i Nova Zelanda per a la plataforma iOS, al febrer del mateix any es va llançar també a la plataforma Android i a pocs països més. Finalment va ser publicat mundialment el dia 3 de març de 2016.

## Jugabilitat
El joc es juga per telèfon mòbil, per una tauleta tàctil o bé per un emulador en l'ordinador. Clash Royale es basa en una classificació per copes. Cada jugador que guanya una partida obté copes, depenent de la diferència de copes entre els dos jugadors s'emporta entre 14 i 36. El jugador que perd la partida perd copes, la fórmula és la mateixa que quan es guanyen copes. Els jugadors també tenen un nivell d'usuari, a mesura que s'incrementa el nivell d’usuari, el nivell de torre va pujant, el nivell màxim d’usuari es el 70 i el nivell màxim de torre és el 15, el 15 també és el nivell màxim de les cartes. Les partides es situen en un camp o arena, on hi ha dos ponts que separen les tres torres de cada jugador. El jugador que guanya es el que ha destruït més torres o bé, ha destruït la torre del rei, aquesta atorga immediatament les tres corones i la victòria automàticament, per arribar a golpejar la torre central normalment cal destruir una torre lateral primer. Al començament de cada partida, tots dos jugadors se'ls dona una "mà" amb quatre cartes possibles per tirar (la baralla sencera consta de vuit cartes triades anteriorment pel jugador). Les cartes poden ser utilitzades per atacar i defensar. Per usar les cartes, el jugador ha de tenir elixir (cada carta pot tenir un valor de elixir d’1,2,3,4,5,6,7,8,9 i 10 que és el màxim), cada dos segons es recarrega 1 gota de elixir. Una vegada que es col·loca una carta, una nova carta de la baralla apareix a la “mà”.

## Arenes
Depenent de les copes que tens i el teu nivell de jugador, et situes en una arena o en una altra. Les arenes estan fetes per a classificar els jugadors de manera que en les partides juguis contra jugadors del teu rang. A mesura que es van aconseguint copes, es desbloquejen noves recompenses i noves cartes.
| Nº de l’arena | Nom de l’arena         | Copes necessàries | Nivell de jugador Requerit |
| Arena 0       | Entrenament            | -                 | -                          |
| Arena 1       | Estadi follet          | 0+                | 1                          |
| Arena 2       | Fossat d’ossos         | 300+              | 2                          |
| Arena 3       | Coliseu bàrbar         | 600+              | 3                          |
| Arena 4       | Vall d’encanteris      | 1000+             | 4                          |
| Arena 5       | Taller del constructor | 1300+             | 5                          |
| Arena 6       | Fort de la P.E.K.K.A.  | 1600+             | 6                          |
| Arena 7       | Arena reial            | 2000+             | 8                          |
| Arena 8       | Pic gelat              | 2300+             | 10                         |
| Arena 9       | Arena selvàtica        | 2600+             | 12                         |
| Arena 10      | Montaporc              | 3000+             | 14                         |
| Arena 11      | Electrovall            | 3400+             | 16                         |
| Arena 12      | Poble esgarrifós       | 3800+             | 18                         |
| Arena 13      | Amagat dels pillos     | 4200+             | 20                         |
| Arena 14      | Pic serè               | 4600+             | 22                         |
| Arena 15      | La gran mina           | 5000+             | 24                         |
| Arena 16      | La cuina del botxí     | 5500+             | 24                         |
| Arena 17      | Cripta reial           | 6000+             | 24                         |
| Arena 18      | Santuari del silenci   | 6500+             | 24                         |
| Arena 19      | Termes de dracs        | 7000+             | 24                         |
| Arena 20      | Camp d’entrenament     | 7500+             | 24                         |
| Arena 21      | Festa Clash            | 8000+             | 24                         |
| Arena 22      | TORTITAS!              | 8500+             | 24                         |
| Arena 23      | Arena Llegendària      | 9000+             | 24                         |

## Lligues
A partir de les 5000 copes es desbloqueja el mode de joc de les lligues, cada vegada que guanyes una partida puges un esglaó, però si perds una partida pots baixar d’esglaó depenent de si aquest és daurat o de pedra. El joc consta d’un total de 10 lligues, al arribar a la màxima lliga et donen un rang a nivell mundial, llavors formes part de passeig de la fama. Els 1000 millors amb rang apareixen en la classificació global. Cal tenir en compte que al final de cada temporada tots els jugadors tornen a començar el seu camí per les lligues.
| Nº de la lliga | Nom de la lliga  | Cada quantes partides guanyades s'obté un esglaó daurat? |
| Lliga 1        | Desafiador I     | Cada 1 partida                                           |
| Lliga 2        | Desafiador II    | Cada 3 partides                                          |
| Lliga 3        | Desafiador III   | Cada 4 partides                                          |
| Lliga 4        | Mestre I         | Cada 5 partides                                          |
| Lliga 5        | Mestre II        | Cada 6 partides                                          |
| Lliga 6        | Mestre III       | Cada 7 partides                                          |
| Lliga 7        | Campió           | Cada 8 partides                                          |
| Lliga 8        | Gran campió      | Cada 9 partides                                          |
| Lliga 9        | Campió reial     | Cada 10 partides                                         |
| Lliga 10       | Campió definitiu | -                                                        |

## Cartes[10]
Existeixen un total de 109 Cartes classificades en 5 grups: Comunes, Rares, Èpiques, Llegendàries i Campions.

#### Comunes
- Arqueres (3) - Arena d'entrenament
- Fletxes (3) - Arena d’entrenament
- Cavaller (3) - Arena d’entrenament
- Esbirros (3) - Arena d’entrenament
- Follet (2) - Arena 1
- Follet amb llança (2) - Arena 1
- Esquelets (1) - Arena 2
- Bombarder (2) - Arena 2
- Canyó (3) - Arena 3
- Bàrbars (5) - Arena 3
- Esperit elèctric (1) - Arena 4
- Esperit de foc (1) - Arena 4
- Dracs esquelet (4) - Arena 4
- Ratpenats (2) - Arena 5
- Zap (2) - Arena 5
- Morter (4) - Arena 5
- Gegant noble (6) - Arena 7
- Reclutes reials (7) - Arena 7
- Esperit de gel (1) - Arena 8
- Bola de gel (2) - Arena 8
- Colla de follets (3) - Arena 9
- Barril d’esquelets (3) - Arena 9
- Tesla (4) - Arena 10
- Ordre d’esbirrors (5) - Arena 10
- Bàrbars d'elit (6) - Arena 10
- Murris (5) - Arena 12
- Llençafocs (3) - Arena 13
- Paquet reial (3) - Arena 14

### Especials
- Bola de foc (4) - Arena d'entrenament
- Mini P.E.K.K.A. (4) - Arena d'entrenament
- Mosquetera (4) - Arena d'entrenament
- Gegant (5) - Arena d'entrenament
- Gàbia del foragit (4) - Arena 1
- Cabana de follets (5) - Arena 1
- Làpida (3) - Arena 2
- Valquíria (4) - Arena 2
- Mega esbirro (3) - Arena 3
- Ariet de batalla (4) - Arena 3
- Torre bombardera (4) - Arena 4
- Torre infernal (5) - Arena 4
- Mag (5) - Arena 4
- Màquina voladora (4) - Arena 5
- Montaporcs (4) - Arena 5
- Coet (6) - Arena 5
- Porcs reials (5) - Arena 7
- Trio de mosqueteres (9) - Arena 7
- Gòlem de gel (2) - Arena 8
- Curandera de batalla (4) - Arena 8
- Follet llença dards (3) - Arena 9
- Cabana de bàrbars (6) - Arena 9
- Forn (4) - Arena 10
- Electrocutadors (4) - Arena 10
- Terremot (3) - Arena 12
- Esperit de cura (1) - Arena 13
- Gòlem d’elixir (3) - Arena 14
- Recolector d’elixir (6) - Arena 15

### Èpiques
- Barril de follets (3) - Arena 6
- Guàrdies reials (3) - Arena 6
- Exèrcit d’esquelets (3) - Arena 6
- Drac nadó (4) - Arena 6
- Bruixa (5) - Arena 6
- P.E.K.K.A. (7) - Arena 6
- Príncep fosc (4) - Arena 7
- Globus (5) - Arena 7
- Príncep (5) - Arena 7
- Gel (4) - Arena 8
- Gegant esquelet (6) - Arena 8
- Raig (6) - Arena 8
- Barril bàrbar (2) - Arena 9
- Verí (4) - Arena 9
- Gegant follet (6) - Arena 9
- Caçador (4) - Arena 10
- Ballesta (6) - Arena 10
- Gòlem (8) - Arena 10
- Trencamurs (2) - Arena 12
- Drac elèctric (5) - Arena 12
- “Bowler” (5) - Arena 13
- Gegant elèctric (7) - Arena 13
- Fúria (2) - Arena 14
- Taladradora (4) - Arena 14
- Botxí (5) - Arena 14
- Mirall (+1) - Arena 15
- Clonació (3) - Arena 15
- Tornado (3) - Arena 15
- Canyó amb rodes (5) - Arena 15

### Llegendàries
- Tronc (2) - Arena 11
- Miner (3) - Arena 11
- Princesa (3) - Arena 11
- Mag elèctric (4) - Arena 11
- Drac infernal (4) - Arena 11
- Montacabres (5) - Arena 11
- Xispetes (6) - Arena 11
- Mega Cavaller (7) - Arena 11
- Mag de gel (3) - Arena 12
- Fantasma reial (4) - Arena 12
- Fènix (4) - Arena 12
- Cementiri (5) - Arena 12
- Bandida (3) - Arena 12
- Arquer màgic (4) - Arena 13
- Gos de lava (7) - Arena 13
- Llenyataire (4) - Arena 14
- Bruixa nocturna (4) - Arena 14
- Pescador (3) - Arena 15
- Bruixa mare (4) - Arena 15

### Campions
- Cavaller daurat (4) - Arena 16
- Rei esquelet (4) - Arena 16
- Rei miner (4) - Arena 17
- Reina arquera (5) - Arena 17
- Monje (5) - Arena 18

## Evolucions
Clash Royale conté un total de 9 cartes amb el concepte de l'evolució. Cada carta evolucionada aumenta i aconsegueix noves habilitats que no té la seva carta base. Per a aconseguir desbloquejar una carta evolucionada es necessita un total de 6 fragments d’evolució, aquests s'aconsegueixen a la botiga de temporada i els cofres de nivell. Cada carta s'ha de llançar al camp de batalla uns certs cops per a que evolucioni, aquest acte s'anomena cicle de carta.

### Cartes amb evolució
Arqueres (nº de cicles: 2)
Cavaller (nº de cicles: 2)
Esquelets (nº de cicles: 2)
Bàrbars (nº de cicles: 1)
Ratpenats (nº de cicles: 2)
Morter (nº de cicles: 2)
Gegant noble (nº de cicles: 1)
Reclutes reials (nº de cicles: 1)
Llençafocs (nº de cicles: 2)

## Cofres
Els cofres tenen la funció de proporcionar cartes, or y gemes als jugadors. Hi han diferents maneres d’aconseguir cofres: a través del pase de temporada (aconseguint corones), guanyant partides o bé comprant-los a la botiga. En el cas que sigui guanyant partides, s'haurà d’esperar un cert temps avanç de poder obrir el cofre.

## Sistema de Monedes
El joc consta de diferentes monedes d’intercanvi, aquestes són: l’or (moneda principal, serveix per a millorar cartes i comprar coses a la botiga), les gemmes (serveixen per a comprar coses més exclusives a la botiga, objectes que no pots comprar amb les monedes) i les fixes de temporada (serveixen per a comprar articles de la botiga de temporada).